# Concepción Montaner
Concepción Montaner Coll, detta Concha (L'Eliana, 14 gennaio 1981), è una lunghista spagnola.
Ha preso parte a quattro edizioni dei Giochi olimpici partendo da Sydney 2000 e proseguendo da Pechino 2008 fino a Rio de Janeiro 2016.

## Palmarès
| Anno | Manifestazione             | Sede           | Evento         | Risultato | Prestazione | Note |
| ---- | -------------------------- | -------------- | -------------- | --------- | ----------- | ---- |
| 1998 | Mondiali juniores          | Annecy         | 4×100 m        | Batteria  | 47"17       |      |
| 1999 | Europei juniores           | Riga           | Salto in lungo | Argento   | 6,39 m      |      |
| 2000 | Europei indoor             | Gand           | Salto in lungo | 16ª (q)   | 6,11 m      |      |
| 2000 | Mondiali juniores          | Santiago       | Salto in alto  | Oro       | 6,47 m      |      |
| 2000 | Giochi olimpici            | Sydney         | Salto in lungo | nm (q)    | nm (q)      |      |
| 2001 | Europei under 23           | Amsterdam      | Salto in lungo | Argento   | 6,46 m      |      |
| 2001 | Giochi del Mediterraneo    | Radès          | Salto in lungo | Oro       | 6,48 m      |      |
| 2001 | Giochi del Mediterraneo    | Radès          | 4×100 m        | 4ª        | 47"64       |      |
| 2002 | Europei indoor             | Vienna         | Salto in lungo | 9ª        | 6,38 m      |      |
| 2002 | Europei                    | Monaco         | Salto in lungo | 4ª        | 6,67 m      |      |
| 2002 | Europei                    | Monaco         | 4×100 m        | Batteria  | 44"32       |      |
| 2003 | Mondiali indoor            | Birmingham     | Salto in lungo | 9ª        | 6,34 m      |      |
| 2003 | Mondiali                   | Saint-Denis    | Salto in lungo | 12ª       | 6,37 m      |      |
| 2004 | Mondiali indoor            | Budapest       | Salto in lungo | 7ª        | 6,46 m      |      |
| 2004 | Campionati ibero-americani | Huelva         | Salto in lungo | Bronzo    | 6,40 m      |      |
| 2005 | Europei indoor             | Madrid         | Salto in lungo | 19ª (q)   | 6,19 m      |      |
| 2005 | Mondiali                   | Helsinki       | Salto in lungo | 10ª (q)   | 6,32 m      |      |
| 2005 | Giochi del Mediterraneo    | Almería        | Salto in lungo | Bronzo    | 6,49 m      |      |
| 2006 | Mondiali indoor            | Mosca          | Salto in lungo | Bronzo    | 6,76 m      |      |
| 2006 | Europei                    | Göteborg       | Salto in lungo | 13ª (q)   | 6,49 m      |      |
| 2007 | Europei indoor             | Birmingham     | Salto in lungo | Argento   | 6,69 m      |      |
| 2007 | Mondiali                   | Osaka          | Salto in lungo | 15ª (q)   | 6,55 m      |      |
| 2008 | Mondiali indoor            | Valencia       | Salto in lungo | 5ª        | 6,57 m      |      |
| 2008 | Giochi olimpici            | Pechino        | Salto in lungo | 15ª (q)   | 6,53 m      |      |
| 2010 | Campionati ibero-americani | San Fernando   | Salto in lungo | Oro       | 6,45 m      |      |
| 2010 | Europei                    | Barcellona     | Salto in lungo | 22ª (q)   | 6,34 m      |      |
| 2011 | Europei indoor             | Parigi         | Salto in lungo | 12ª (q)   | 6,47 m      |      |
| 2011 | Mondiali                   | Taegu          | Salto in lungo | nm (q)    | nm (q)      |      |
| 2011 | Mondiali                   | Taegu          | 4×100 m        | Batteria  | 46"24       |      |
| 2012 | Mondiali indoor            | Istanbul       | Salto in lungo | 15ª (q)   | 6,37 m      |      |
| 2012 | Europei                    | Helsinki       | Salto in lungo | 10ª       | 6,26 m      |      |
| 2012 | Giochi olimpici            | Londra         | Salto in lungo | 19ª (q)   | 6,30 m      |      |
| 2016 | Giochi olimpici            | Rio de Janeiro | Salto in lungo | 24ª (q)   | 6,32 m      |      |

## Altre competizioni internazionali
2002
- Bronzo in Coppa del mondo ( Madrid), salto in lungo - 6,68 m